# Казе Монтероманеско (Пезаро и Урбино)
Казе Монтероманеско је насеље у Италији у округу Пезаро и Урбино, региону Марке.
Према процени из 2011. у насељу је живело 13 становника. Насеље се налази на надморској висини од 245 м.